# لیدا
لیدا (به لاتین: Lida) یک شهر در بلاروس است که در منطقه لیدا واقع شده‌است.

## خصوصیات
لیدا ۵۰ کیلومترمربع مساحت و ۹۹٬۹۷۶ نفر جمعیت دارد و ۱۵۸ متر بالاتر از سطح دریا واقع شده‌است.

## خواهرخوانده
شهرهای یکابپیلس، سوتلی، کالینینگراد، کشالین، سیلیسترا و Ełk خواهرخوانده‌های لیدا هستند.